# Begonia albococcinea
Begonia albococcinea é uma espécie de Begonia.

## Sinônimos
- Begonia grahamiana Wight
- Begonia wightiana Wall. [inválido]
- Mitscherlichia albococcinea (Hook.) Klotzsch
- Mitscherlichia grahamiana Hassk.

## Descrição
Folhas peltadas oblíquas em forma de escudo, as flores são panículas de uma cor vermelha brilhante externamente e de cor branca por dentro.